# Cithaeron dippenaarae
Espèce
Cithaeron dippenaarae est une espèce d'araignées aranéomorphes de la famille des Cithaeronidae.

## Distribution
Cette espèce est endémique du Maroc. Elle se rencontre vers Moulay Ali Cherif et Aït-ou-Mribete.

## Description
Le mâle holotype mesure 4,80 mm et la femelle paratype 6,80 mm.

## Systématique et taxinomie
Cette espèce a été décrite par Bosmans et Van Keer en 2015.

## Étymologie
Cette espèce est nommée en l'honneur d'Ansie S. Dippenaar-Schoeman.

## Publication originale
- Bosmans & Van Keer, 2015 : « Description of Cithaeron dippenaarae sp. n. from Morocco (Araneae: Cithaeronidae). » African Invertebrates, vol. 56, no 2, p. 319-323.